# Getingeskolan
Getingeskolan är en grundskola i Getinge för årskurs F–9.
Skolan hade 2024 två parallellklasser för årskurserna F–5 och fyra paralleller för årskurs 6–9. Elever som började på Haverdals byskola, Kvibilleskolan, Lyngåkraskolan och Steningeskolan fortsatte till Getingeskolan.

## Historik
Skolan har sitt ursprung i Getinge centralskola som uppfördes på 1950-talet efter Rudolf Halls ritningar. Den bestod av en tvåvåningsbyggnad samt två enplansbyggnader för skolbespisning och slöjd. Byggnadstillstånd beviljades i september 1954 och byggandet inleddes i oktober. Centralskolan stod klar att tas i bruk inför höstterminen 1956.
Under 1970-talet planerade man en förläggning av ett högstadium till norra delen av Halmstads kommun så att högstadieeleverna i området inte skulle behöva pendla till Halmstad. Politiker från gamla Harplinge landskommun stred för att högstadiet skulle förläggas till Harplinge, men en utredning och det politiska majoriteten ville lägga högstadiet i Getinge och så beslutade kommunfullmäktige den 30 september 1976.
Utbyggnaden inför högstadiestarten tillfogade även mer utrymme för lägre årskurser samt fritidsgård och kommundelsbibliotek. Utbyggnaden ritades av Jan Nygren och Jan Svensson vid Contekton Arkitektkontor. Ett tiotal konstnärer bidrog med utsmyckning av nybyggets väggar, däribland Ingrid Palm, Maria Yourstone-Wahlberg, Thomas Frisk, Gunilla Ahnlund, Walter Bengtsson, Gudrun Orrghen-Lundgren, Lars Hallberg, Jan Åberg och Mia Lundquist.
Högstadiet hade premiär den 19 augusti 1981 när sjunde och åttonde klass började på skolan. Åttondeklasserna flyttades från Örjansskolan i Halmstad.
I september 2016 bestämdes det att högstadiedelen skulle stängas efter problem med inomhusluften. Eleverna i årskurs 4-9 flyttades till Plönningegymnasiets tidigare lokaler och undervisades där läsåret 2016/17, varefter man återvände till paviljonger på Getingeskolans område. Ett nybygge diskuterades men år 2020 bestämdes det att den stängda delen skulle renoveras.

## Elever
| Läsår   | Totalt 1-9          |
| ------- | ------------------- |
| 1997/98 | 595                 |
| 2000/01 | 653                 |
| 2005/06 | 611                 |
| 2010/11 | 520 (+35 i F-klass) |
| 2015/16 | 470 (+36 i F-klass) |
| 2020/21 | 596 (+42 i F-klass) |
| 2021/22 | 598 (+44 i F-klass) |
| 2022/23 | 628 (+32 i F-klass) |
| 2023/24 | 639 (+34 i F-klass) |

Från 2012 har Getingeskolan redovisats som flera skolenheter. Siffrorna har slagits ihop i tabellen. Skolverkets uppgifter redovisar inte förskoleklasser innan 2007.